# Ringicula apicata
Ringicula apicata is een slakkensoort uit de familie van de Ringiculidae. De wetenschappelijke naam van de soort is voor het eerst geldig gepubliceerd in 1872 door Nevill.